# Незапослени људи
Незапослени људи је југословенски документарни филм из 1968. године. Режирао га је Желимир Жилник који је написао и сценарио. Припада остварењима црног таласа.

## Радња
Филм се бави социјалном тематиком, односно проблемима незапослених у Југославији. У њему је приказан живот незапослених који живе у привременом колективном смјештају Завода за запошљавање. Незапослени говоре о својим проблемима, о неједнакости у друштву, црвеној буржоазији, о великим платама једних и малим платама других, о томе како бескућници спавају по жељезничким станицама и другим социјалним проблемима. Посебно је симболичан приказ незапосленог који се каменом удара у главу док други рецитује Шантићеву пјесму Остајте овдје.